# Fabíola Molina
Fabíola Molina (São José dos Campos, 22 de maio de 1975) é uma nadadora brasileira, empresária e comentarista esportiva nas transmissões de algumas emissoras como Record TV / Record News, Sportv.
Depois de se afastar das competições, começou a organizar projetos relacionados à natação para crianças e adolescentes, além de se dedicar à sua empresa de moda praia.
É casada com o também nadador Diogo Yabe. com quem tem três filhos. Atualmente, ela compete em provas de águas abertas. 

## Trajetória esportiva
Filha de pais nadadores, começou a nadar no Sesc, aos quatro anos, devido a crises de bronquite. Praticava também ginástica artística.
Aos seis anos, passou a treinar natação na Associação Esportiva São José, e nadava junto com o pai, no mar do litoral norte de São Paulo, atravessando do continente para as ilhas próximas.
Especialista no nado de costas, foi campeã paulista de sua categoria pela primeira vez aos 13 anos.
Em 1989 foi vice-campeã brasileira e, no ano seguinte, aos 15 anos, foi campeã brasileira. Estreou na seleção brasileira de natação em 1990, convocada para os Jogos Pan-Americanos de 1991, em Havana.
Em 1993, aos 18 anos, foi para os Estados Unidos treinar e estudar na Universidade do Tennessee, onde se formou em artes cênicas.
Especialista no nado de costas, conquistou a medalha de bronze nos 100 metros nado costas e no revezamento 4 x 100 metros medley (junto de Gabrielle Rose, Patricia Ribeiro e Paula Renata Aguiar) nos Jogos Pan-Americanos de 1995, em Mar del Plata.
Terminado o curso no Tennessee, treinou em Nova York.
Nos Jogos Pan-americanos de 1999 em Winnipeg, foi medalha de bronze nos 4 x 100 metros medley, junto de Patrícia Comini, Tanya Schuh e Tatiana Lemos.
Participou dos Jogos Olímpicos de Verão de 2000 em Sydney, onde ficou em 24º lugar nos 100 metros costas e em 36º nos 100 metros borboleta. Em 2004 não fez o índice para os Jogos Olímpicos de Atenas e, para ter sucesso no próximo ciclo olímpico, passou a treinar na Flórida.
Participando do Campeonato Mundial de Natação em Piscina Curta de 2004, ficou em sexto lugar na final dos 50 metros costas, 12º nos 100 metros costas e 14º nos 100 metros borboleta.
No Campeonato Mundial de Esportes Aquáticos de 2005 ficou em 14º lugar nos 50 metros costas e 19º nos 100 metros costas.
No Campeonato Mundial de Natação em Piscina Curta de 2006 foi 13ª nos 50 metros costas e 16ª nos 100 metros costas
No Campeonato Mundial de Esportes Aquáticos de 2007 foi 13ª nos 50 metros costas, 18º nos 100 metros costas e 35º nos 100 metros borboleta
Nos Jogos Pan-Americanos de 2007, aos 32 anos de idade, foi medalha de prata nos 100 metros costas, com recorde sul-americano. Havia ganho também o bronze no 4 x 100 metros medley, mas o resultado foi anulado devido ao doping de Rebeca Gusmão, que participou do revezamento.
No Campeonato Mundial de Natação em Piscina Curta de 2008 ficou em 11º nos 50 metros costas e em 14º nos 100 metros costas.
Participou dos Jogos Olímpicos de Verão de 2008 em Pequim, onde ficou em 18º nos 100 metros costas e em décimo no revezamento 4 x 100 metros medley.
Até 2008, foi a detentora dos recordes sul-americanos de 50 e 100 metros nado costas, e 100 metros nado borboleta, em piscina de 25 metros. Também possui os recordes sul-americanos de 50 e 100 metros nado de costas em piscina de 50 metros.
No Mundial de Roma 2009, Fabíola obteve vaga para a final dos 50 metros costas e terminou na oitava colocação. Também foi finalista do revezamento 4 x 100 metros medley, terminando em oitavo, e obteve a 14º colocação nos 100 metros costas.
No Campeonato Pan-Pacífico de Natação de Irvine em 2010, Fabíola obteve a medalha de bronze nos 50 metros costas, em um resultado raro na natação, onde três atletas empataram com o mesmo tempo de 28s44.
Participando do Campeonato Mundial de Natação em Piscina Curta de 2010, foi à final dos 50 metros costas, terminando em oitavo lugar. Também foi finalista do revezamento 4 x 100 metros medley, terminando em oitavo, e ficou em 11º nos 100 metros costas.
Nos Jogos Pan-americanos de 2011, em Guadalajara, já com 36 anos de idade, foi medalha de bronze nos revezamento 4 x 100 metros medley, e ficou em quarto lugar nos 100 metros costas.
Quando se preparava para disputar o Campeonato Mundial de Esportes Aquáticos de 2011, foi suspensa preventivamente por dois meses pela Confederação Brasileira de Desportos Aquáticosmotivada pela detecção da substância dimetilamilamina em exame anti-dopagem em abril de 2011. Ela declarou que descuidou-se ao ingerir um sachê de suplemento alimentar e que não houve intenção de aumentar sua performance.
Nos Jogos Olímpicos de 2012 em Londres, ela terminou em 24º lugar nos 100 metros costas.
No Campeonato Mundial de Natação em Piscina Curta de 2012 em Istambul, na Turquia, Fabíola foi à final dos 50 metros costas, terminando em sétimo lugar. Ela também ficou em décimo lugar nos 4 x 100 metros medley, e 22º nos 100 metros costas. O recorde sul-americano nos 4 x 100 metros medley foi batido com o tempo de 3m57s66, junto com Larissa Oliveira, Daynara de Paula e Beatriz Travalon.
Em novembro de 2013, Fabíola Molina anunciou sua retirada das piscinas como atleta.

### Conquistas
- Uma medalha de prata e três medalhas de bronze em Jogos Pan-Americanos
- Seis títulos em campeonatos sul-americanos
- 110 títulos em campeonatos brasileiros

### Recordes atingidos[34]
Piscina olímpica (50 metros)
- Ex-recordista das 3 Américas dos 50 metros costas: 27s70, tempo obtido em 29 de julho de 2009
- Ex-recordista sul-americana dos 100 metros costas: 1m00s08, tempo obtido em 1 de agosto de 2009
- Recordista sul-americana do revezamento 4 x 100 metros medley: 3m58s49, obtidos em 1 de agosto de 2009, com Carolina Mussi, Gabriella Silva e Tatiana Lemos

Piscina semi-olímpica (25 metros)
- Ex-recordista sul-americana dos 50 metros costas: 26s61, tempo obtido em 6 de novembro de 2009
- Ex-recordista sul-americana dos 100 metros costas: 57s63, tempo obtido em 15 de novembro de 2009
- Recordista sul-americana dos 100 metros medley: 1m00s66, tempo obtido em 17 de outubro de 2009
- Recordista sul-americana dos 4 x 100 metros medley: 3m57s66, tempo obtido em 14 de dezembro de 2012, com Beatriz Travalon, Daynara de Paula e Larissa Oliveira

### Clubes
- Club de Regatas Vasco da Gama
- Associação Esportiva São José